# Rungis
Rungis är en kommun i departementet Val-de-Marne i regionen Île-de-France i norra Frankrike. Kommunen ligger i kantonen Chevilly-Larue som tillhör arrondissementet L'Haÿ-les-Roses. År 2022 hade Rungis 5 669 invånare.

## Befolkningsutveckling
Antalet invånare i kommunen Rungis
| Referens: INSEE |